# Врећаста пухара
Врећаста пухара (лат. Lycoperdon excipuliforme) гљива је из породице шампињона. Расте појединачно или у групама по ивицама лишћарских, ређе четинарских шума, на пропланцима, а понекад и на ливадама и пашњацима са кратком и/или оскудном зељастом вегетацијом. Јавља се у касно лето и током јесени.

## Опис плодног тела
Плодно тело је 8—20 cm високо, а широко до 10 cm. Састоји се од округластог (крушкастог) спороносног дела на врху и дуге, чврсте и наборане дршке која заузима и до ¾ укупне висине плодног тела. Читаво тело је крем беле боје посуто ситним зрнцима. Када споре дозру, на темену се начини отвор кроз који споре уз помоћ спољних физичких надражаја (нпр. киша) излазе у облику дима. Глеба је испрва беличаста, да би се на крају претворила у прах маслинастосмеђе боје. Субглеба је сува и сунђераста, јасно одвојена од глебе.

## Микроскопија
Споре ове врсте су округластог облика, изразито брадавичасте. Величине су 4,5–5,5 µm у маси смеђе до боје чоколаде.

## Отисак спора
Отисак спора је крем смеђе боје.

## Јестивост
Ова врста макрогљиве је јестива и прилично укусна, али само до момента док је глеба потпуно беле боје.

## Сличне врсте
Крупни примерци врећасте пухаре на ливадама могу да се замене са трбушастом пухаром (Calvatia utriformis). Ипак, трбушаста пухара има врло кратку дршку, спљоштенија је и доста раније попуца.